# Мотивація праці
Мотивація праці є однією з ключових тем в управлінні персоналом, психології та соціології. Вона впливає на ефективність роботи, задоволеність працівників, зменшення плинності кадрів та підвищення продуктивності.

## Теорії мотивації
Теорія Маслоу..Маслоу у своїй роботі «A Theory of Human Motivation» розробив піраміду потреб, яка включає п'ять рівнів: фізіологічні, безпека, соціальні, повага та самореалізація. Задоволення базових потреб є передумовою для мотивації досягнення вищих рівнів.
Теорія двох факторів ГерцбергаГерцберг визначив дві категорії факторів: гігієнічні (заробітна плата, умови праці) та мотиваційні (визнання, відповідальність). Він довів, що лише мотиваційні фактори сприяють підвищенню задоволеності працею.
Теорія самовизначенняДесі та Раян підкреслюють важливість внутрішньої мотивації. Люди мотивовані тоді, коли їхні базові психологічні потреби в автономії, компетентності та належності задовольняються.

## Мотивація і продуктивність
Хартер та Шмідт провели метааналіз, що показав позитивний зв'язок між задоволенням працівників та продуктивністю, рентабельністю і якістю обслуговування клієнтів.
Пінк у книзі Drive стверджує, що найкращі результати досягаються, коли працівників мотивують внутрішні чинники: автономія, майстерність і мета, а не лише зовнішні стимули, як-от заробітна плата.

## Психологічні аспекти мотивації
Теорія очікувань ВрумаВрум стверджує, що мотивація залежить від трьох чинників: очікування результату (expectancy), цінність результату (valence) та віра у зв'язок між зусиллям і результатом (instrumentality).
Гоал-сеттинг теорія Лока і Летема Встановлення конкретних і складних цілей підвищує продуктивність. Однак успіх залежить від зворотного зв'язку та самозобов'язання.

## Практичні кейси
Google відома своєю системою мотивації, яка включає створення комфортних умов праці, гнучкого графіка та підтримки розвитку працівників. Їхній підхід ґрунтується на дослідженнях автономії та інновацій.
Gallup показало, що працівники, які отримують регулярний зворотний зв'язок, у 3,6 раза більше схильні бути залученими у свою роботу.